# Альвар Перес Осорио (ум. 1471)
Альвар Перес Осорио (исп. Álvar Pérez Osorio; ок. 1430—1471, Саррия) — кастильский дворянин из дома Осорио, 2-й граф Трастамара (1461—1471) и 1-й маркиз Асторга (1465—1471). Сеньор Вильялобоса и других городов, член королевского совета и старший альферес королевского замени.

## Биография
Представитель знатного кастильского рода Осорио. Старший сын Педро Альвареса Осорио, 1-го графа Трастамара, и его первой жены Изабель де Рохас Манрике, сеньоры де Сепеда. Потомок графа Осорио Мартинеса из рода Флаинесов.
Его отец и несколько его предков занимали соответствующие должности в городе Асторга и осуществляли «управление ключевыми пружинами городского самоуправления». Он унаследовал от отца несколько владений, а также графство Трастамара, вторым владельцем которого он был. В их владения входили графства Вильялобос, Вальдерас, Роалес, Вальдеконсильо, Фуэнтес-де-Ропель, Вальдункильо, Кастроверде, Ла-Весилья, а также другие места.
Король Кастилии Энрике IV, старшим альфересом которого он был, 16 июля 1465 года пожаловал ему юрисдикционное владение Асторгой с титулом маркиза Асторга. Прежде чем даровать ему этот титул, монарх дал ему возможность выбирать между Асторгой, Луго и Ла-Коруньей. Несмотря на свои владения в галисийских землях, он выбрал Асторгу из-за проблем, которые возникли у его отца из-за противодействия графа Лемоса, а также части галисийской знати, когда он попытался и потерпел неудачу в попытке избрать одного из своих сыновей — Луиса Осорио, епископа Хаэна, на пост архиепископа Сантьяго-де-Компостела. Он столкнулся с противодействием графов Бенавенте и Луна, а также других дворян, объединившихся в конфедерацию, хотя позже они подписали перемирие и смогли завладеть его маркизатом Асторга.
1 октября 1469 года, находясь в городе Саррия, он составил завещание и заложил поместье для своего старшего сына. Он умер в конце 1471 года в том же городе от чумы. Похоронен в соборе Асторги.

## Брак и потомство
Он женился в 1465 году на Леонор Энрикес (+ 1471), дочери Фадрике Энрикеса (1390—1473), адмирала Кастилии, и его второй жены Терезы де Киньонес. От этого брака родилось несколько детей, все несовершеннолетние после смерти отца, у которых были дяди, Диего и Луис Осорио, епископ Хаэна, правившие графством во время несовершеннолетия первенца и 2-го маркиза Асторги:
- Педро Альварес де Осорио (ок. 1465—1505), 2-й маркиз Асторга и 3-й граф Трастамара (1471—1505), муж Беатрис де Киньонес, дочери Диего Фернандеса де Киньонеса, 1-го графа Луна, и Хуаны Энрикес де Гусман.